# Baltia
Baltia era un'isola leggendaria della mitologia romana, che doveva trovarsi nell'Europa del Nord. È menzionata da Senofonte, in accordo con la Naturalis historia (Storia naturale) di Plinio il Vecchio. Il Mar Baltico potrebbe essere stato chiamato proprio come quest'isola.
Diversi ricercatori posizionano l'isola leggendaria in Zelanda, o presso un'altra isola del Mar Baltico, vicino alle isole dell'Estonia oppure vicino alle coste ricche di ambra dell'attuale Lituania, o nella parte meridionale della Scandinavia (oggi appartenente a Norvegia e Svezia), o ancora sull'isola di Helgoland, nel Mare del Nord. Le due ultime posizioni sono improbabili come luoghi "sopra le coste, la cui ambra viene sollevata dalla marea in primavera e che gli abitanti usano come carburante", come descrive Plinio il Vecchio nella Naturalis historia, perché questi non sono luoghi in cui l'ambra si trova abbondantemente. 
Plinio usa alternativamente in nome di Baltia i nomi di Basilia e di Abalo. Il nome di Basilia risale all'opera dello storico Diodoro Siculo, mentre il nome di Abalo sarebbe stato ripreso dall'opera, purtroppo andata perduta, di Pitea.
Così riporta Plinio riguardo al viaggio di Pitea e la menzione dell'isola di Abalo:
(Plinio il Vecchio, XXXVII 11, 35)